# U23-Weltmeisterschaften im Rudern 2019
Die U23-Weltmeisterschaften im Rudern 2019 fanden vom 24. bis 28. Juli 2019 in Sarasota-Bradenton in den USA statt.
Bei den Meisterschaften wurden 22 Wettbewerbe ausgetragen, davon jeweils elf für Männer und Frauen.
Teilnahmeberechtigt war eine Mannschaft je Wettbewerbsklasse aus allen Mitgliedsverbänden des Weltruderverbandes. Eine Qualifikationsregatta existierte nicht.

## Ergebnisse
Hier sind die Medaillengewinner aus den A-Finals aufgelistet. Diese waren mit sechs Booten besetzt, die sich über Vor- und Hoffnungsläufe sowie Viertel- und Halbfinals für das Finale qualifizieren mussten. Die Streckenlänge betrug in allen Läufen 2000 Meter.

### Männer
| Bootsklasse                                   | Gold | Gold    | Silber | Silber  | Bronze | Bronze  |
| --------------------------------------------- | --- | ------- | --- | ------- | --- | ------- |
| Einer (BM1x)                                  | Deutschland Marc Weber | 6:54,59 | Griechenland Stefanos Douskos | 6:56,15 | Norwegen Jonas Juel | 6:56,22 |
| Leichtgewichts-Einer (BLM1x)                  | Vereinigte Staaten Samuel Melvin | 7:06,67 | Niederlande Obbe Durk Tibben | 7:06,83 | Österreich Rainer Kepplinger | 7:08,92 |
| Doppelzweier (BM2x)                           | Italien Andrea Cattaneo Luca Chiumento | 6:14,84 | Neuseeland Oliver Maclean Jack Lopas | 6:15,79 | Russland Nikita Eskin Alexander Matwejew | 6:20,01 |
| Leichtgewichts-Doppelzweier (BLM2x)           | Deutschland Jonathan Schreiber Eric Magnus Paul | 6:22,98 | Italien Niels Torre Giuseppe Di Mare | 6:24,98 | Schweiz Matthias Fernandez Jan Schäuble | 6:27,30 |
| Doppelvierer (BM4x)                           | Vereinigtes Königreich George Bourne Matthew Haywood Josh Armstrong Samuel Meijer                                                                                        | 5:51,77 | Deutschland Franz Werner David Junge Moritz Wolff Johannes Lotz | 5:53,09 | Italien Riccardo Jansen Gustavo Ferrio Salvatore Monfrecola Emanuele Giarri                                                                                | 5:55,17 |
| Leichtgewichts-Doppelvierer (BLM4x)           | Italien Giulio Acernese Francesco Squadrone Giacomo Costa Alberto Zamariola                                                                                              | 5:59,12 | Frankreich Pierrick Verger Jules Tetaz Paul Tixier Ferdinand Ludwig                                                                                                 | 6:00,20 | Irland Eoin Gaffney Hugh Sutton Ryan Ballantine Miles Taylor                                                                                               | 6:01,98 |
| Zweier ohne Steuermann (BM2-)                 | Rumänien Dumitru-Alexandru Ciobica Florin-Sorin Lehaci | 6:29,24 | Litauen Povilas Stankunas Mantas Juskevicius | 6:31,01 | Griechenland Ioannis Kalandaridis Athanasios Palaiopanos                                                                                                   | 6:33,09 |
| Leichtgewichts-Zweier ohne Steuermann (BLM2-) | Italien Riccardo Italiano Raffaele Serio | 6:40,96 | Deutschland Julius Wagner Henning Sproßmann | 6:45,02 | Ungarn Bence Szabó Kalman Furko | 6:45,11 |
| Vierer ohne Steuermann (BM4-)                 | Vereinigtes Königreich David Ambler Thomas Digby Freddie Davidson Charles Elwes                                                                                          | 5:51,58 | Neuseeland Benjamin Taylor Samuel Jones Thomas Mackintosh Thomas Russel                                                                                             | 5:52,26 | Italien Nicholas Kohl Edoardo Lanzavecchia Giorgio Casaccia Jacopo Frigerio                                                                                | 5:55,56 |
| Vierer mit Steuermann (BM4+)                  | Australien Mitchell Hooper Angus Dawson Benjamin Canham Adam Bakker Caitlin Hockings (Stf.)                                                                              | 6:10,03 | Vereinigtes Königreich Henry Jones Oscar Lindsay Casper Woods Cormac Molloy Scott Cockle (Stm.)                                                                     | 6:10,12 | Italien Mirko Cardella Matteo Della Valle Nunzio Di Colandrea Matteo Sandrelli Filippo Wiesenfeld (Stm.)                                                   | 6:10,66 |
| Achter (BM8+)                                 | Vereinigtes Königreich Henry Blois-Brooke Harvey Kay Callum Sullivan Matthew Rowe David Bewicke-Copley Leonard Jenkins William Stewart Felix Drinkall Vlad Saigau (Stm.) | 5:34,30 | Vereinigte Staaten Andrew Knoll Justin Best Christopher Carlson William Creedon Madison Molitor Samuel Halbert Daniel Miklasevich Andrew Gaard Woods Connell (Stm.) | 5:36,21 | Niederlande Finn Florijn Daan Vos de Wael Olav Molenaar Gert-Jan van Doorn Wibout Rustenburg Ties Talsma Joris Moerman Theis Hagemeister Bjorn Kwee (Stm.) | 5:36,36 |

### Frauen
| Bootsklasse                                   | Gold | Gold    | Silber | Silber  | Bronze | Bronze  |
| --------------------------------------------- | --- | ------- | --- | ------- | --- | ------- |
| Einer (BW1x)                                  | Australien Ria Thompson | 7:36,08 | Vereinigte Staaten Emily Kallfelz | 7:37,61 | Italien Clara Guerra | 7:38,13 |
| Leichtgewichts-Einer (BLW1x)                  | Vereinigtes Königreich Susannah Duncan | 7:58,28 | Deutschland Johanna Reichardt | 7:59,98 | Österreich Lara Tiefenthaler | 8:03,32 |
| Doppelzweier (BW2x)                           | Griechenland Dimitra-Sofia Tsamopoulou Anneta Kyridou                                                                                                 | 7:04,20 | Australien Giorgia Patten Harriet Hudson | 7:07,77 | Ungarn Vivien Preil Zoltana Gadanyi | 7:11,68 |
| Leichtgewichts-Doppelzweier (BLW2x)           | Schweiz Eline Rol Sofia Meakin | 7:03,83 | Niederlande Iris Hochstenbach Femke van de Vliet | 7:09,45 | Deutschland Luise Asmussen Cosima Clotten | 7:09,56 |
| Doppelvierer (BW4x)                           | Vereinigtes Königreich Lola Anderson Ella Toa Molly Harding Lucy Glover                                                                               | 6:31,80 | Deutschland Emma Appel Maren Völz Tabea Kuhnert Laura Kampmann | 6:32,73 | Rumänien Larisa Elena Rosu Elena Logofatu Nicoleta Pascanu Tabita Maftei                                                                                           | 6:33,33 |
| Leichtgewichts-Doppelvierer (BLW4x)           | Italien Giulia Mignemi Greta Martinelli Silvia Crosio Arianna Noseda                                                                                  | 6:26,68 | Deutschland Elisabeth Mainz Antonia Würich Pauline Sauter Katrin Volk                                                                                             | 6:33,38 | Vereinigte Staaten Emma Starr Olivia Farrar Caroline O’Brien Sarah McErlean                                                                                        | 6:45,31 |
| Zweier ohne Steuerfrau (BW2-)                 | Griechenland Christina Bourmpou Maria Kyridou | 7:11,67 | Südafrika Tayla-May Bentley Jessica Schoonbee | 7:16,24 | Russland Jelena Daniljuk Ekaterina Glazkova | 7:18,35 |
| Leichtgewichts-Zweier ohne Steuerfrau (BLW2-) | Italien Sofia Tanghetti Maria Ludovica Costa | 7:30,98 | Vereinigte Staaten Emily Molins Sarah Maietta | 7:35,94 | Deutschland Katharina Niel Antonia Michaels | 7:37,32 |
| Vierer ohne Steuerfrau (BW4-)                 | Vereinigtes Königreich Lydia Currie Hope Cessford Lauren Irwin Alex Rankin                                                                            | 6:34,22 | Irland Claire Feerick Emily Hegarty Tara Hanlon Eimear Lambe | 6:35,68 | Vereinigte Staaten Chase Shepley Teal Cohen Meredith Koenigsfeld Kaitlyn Kynast                                                                                    | 6:39,89 |
| Vierer mit Steuerfrau (BW4+)                  | Italien Claudia Destefani Giorgia Pelacchi Benedetta Faravelli Laura Meriano Diletta Diverio (Stf.)                                                   | 7:02,22 | Frankreich Pauline Lotti Adele Brosse Camille Loisel Pauline Rossignol Agathe Maupoux (Stf.)                                                                      | 7:04,25 | Australien Imogen Purcell Sarah Tisdall Jane Perrignon Alexandra Nothdurft Phoebe Georgakas (Stf.)                                                                 | 7:04,53 |
| Achter (BW8+)                                 | Niederlande Lisa Goossens Maartje Damen Fleur Jaspers Benthe Boonstra Dieuwertje den Besten Iris Klok Fanny Bon Anne Eva Petersen Eline Berger (Stf.) | 6:17,93 | Vereinigtes Königreich Megan Slabbert Sophie Paine Hannah Scott Holly Dunford Lucy Edmunds Alexandra Watson Margaret Saunders Johanna Gannon Autumn Mackay (Stf.) | 6:22,52 | Vereinigte Staaten Madeline Perrett Sierra Tiede Kinsey McNamara Kendall Fearnley Sophia Kershner Mary Mazzio-Manson Jeri Rhodes Larkspur Skov Isabel Weiss (Stf.) | 6:23,47 |

## Medaillenspiegel
| Platz | Land                   | Gold | Silber | Bronze | Gesamt |
| ----- | ---------------------- | ---- | ------ | ------ | ------ |
| 1     | Vereinigtes Königreich | 6    | 2      |        | 8      |
| 2     | Italien                | 6    | 1      | 4      | 11     |
| 3     | Deutschland            | 2    | 5      | 2      | 9      |
| 4     | Griechenland           | 2    | 1      | 1      | 4      |
| 4     | Australien             | 2    | 1      | 1      | 4      |
| 6     | Vereinigte Staaten     | 1    | 3      | 3      | 7      |
| 7     | Niederlande            | 1    | 2      | 1      | 4      |
| 8     | Rumänien               | 1    |        | 1      | 2      |
| 8     | Schweiz                | 1    |        | 1      | 2      |
| 10    | Neuseeland             |      | 2      |        | 2      |
| 10    | Frankreich             |      | 2      |        | 2      |
| 12    | Irland                 |      | 1      | 1      | 2      |
| 13    | Litauen                |      | 1      |        | 1      |
| 13    | Südafrika              |      | 1      |        | 1      |
| 15    | Russland               |      |        | 2      | 2      |
| 15    | Österreich             |      |        | 2      | 2      |
| 15    | Ungarn                 |      |        | 2      | 2      |
| 18    | Norwegen               |      |        | 1      | 1      |
| Summe | Summe                  | 22   | 22     | 22     | 66     |